# Masuren (Volk)

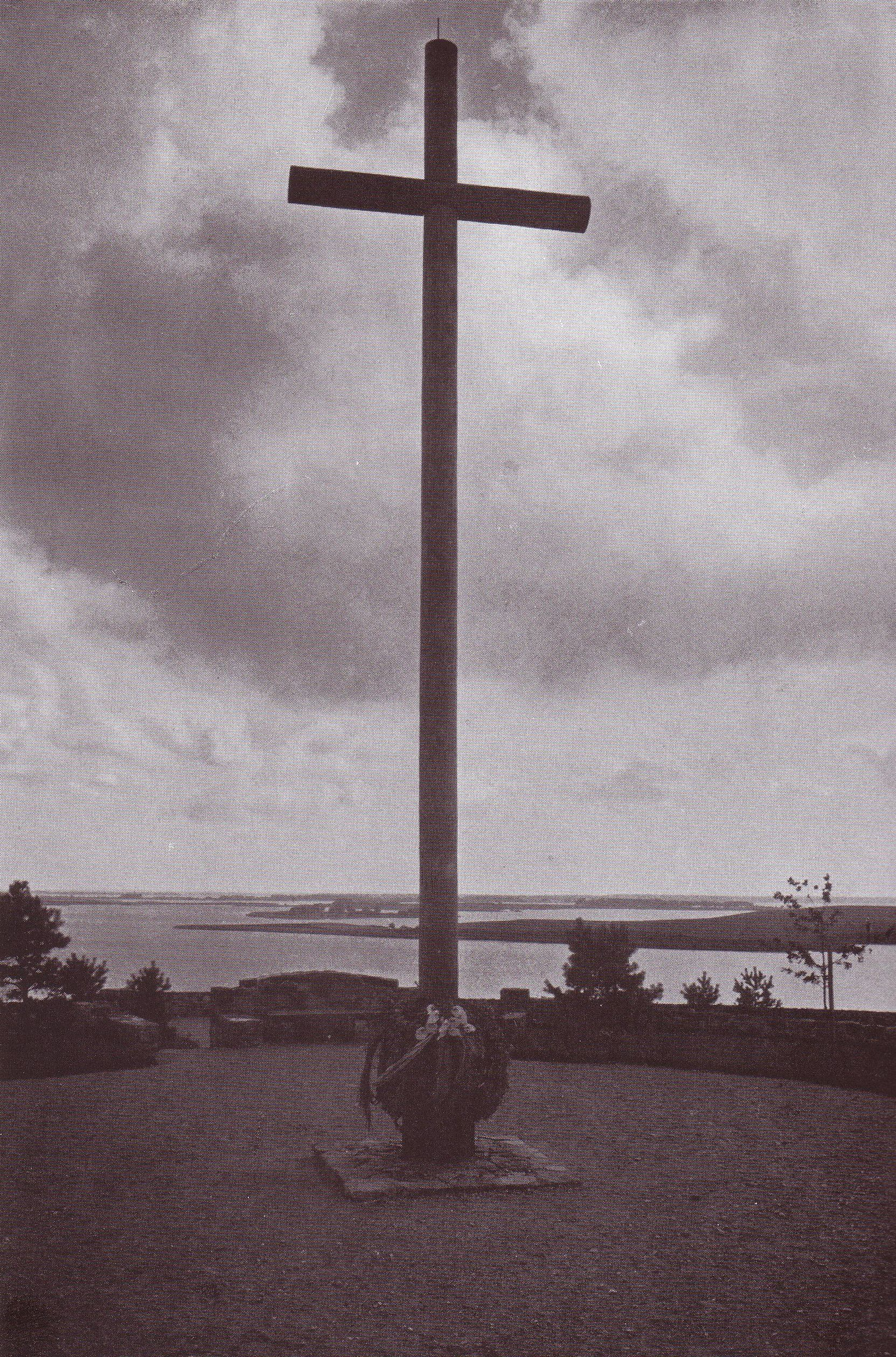
Das Kreuz auf dem Heldenfriedhof Jägerhöhe bei Angerburg

Die Masuren (maz. Mazurÿ) sind eine durch Einwanderung gemischte Volksgruppe im südlichen Teil Ostpreußens, dem heute polnischen Masuren.

## Sprache
Zu Beginn des 19. Jahrhunderts sprachen fast alle Masuren Masurisch, einen westslawischen Dialekt mit altpreußischen und deutschen Einflüssen. Durch das preußische Schulwesen und den Kontakt mit Deutschsprachigen sank seine Bedeutung. Vor allem die evangelischen Pfarrer setzten sich jedoch für seine Erhaltung ein. Im Laufe des 19. Jahrhunderts ging der Gebrauch des Masurischen stetig zurück. Es hielt sich aber in abgelegenen Teilen Masurens bis in den Zweiten Weltkrieg.

„Was den Masuren kennzeichnet, ist in der Hauptsache: seine polnische Abstammung, seine deutsche Schulung, seine slavischen Sitten und Gewohnheiten, seine deutsche Tradition, sein polnischer Familien- und sein deutscher Vorname, seine polnische Sprache und seine deutsche Schrift, das polnische Sprichwort, das deutsche Lied, die slavische Religiosität, die evangelische Konfession.“

## Masowien

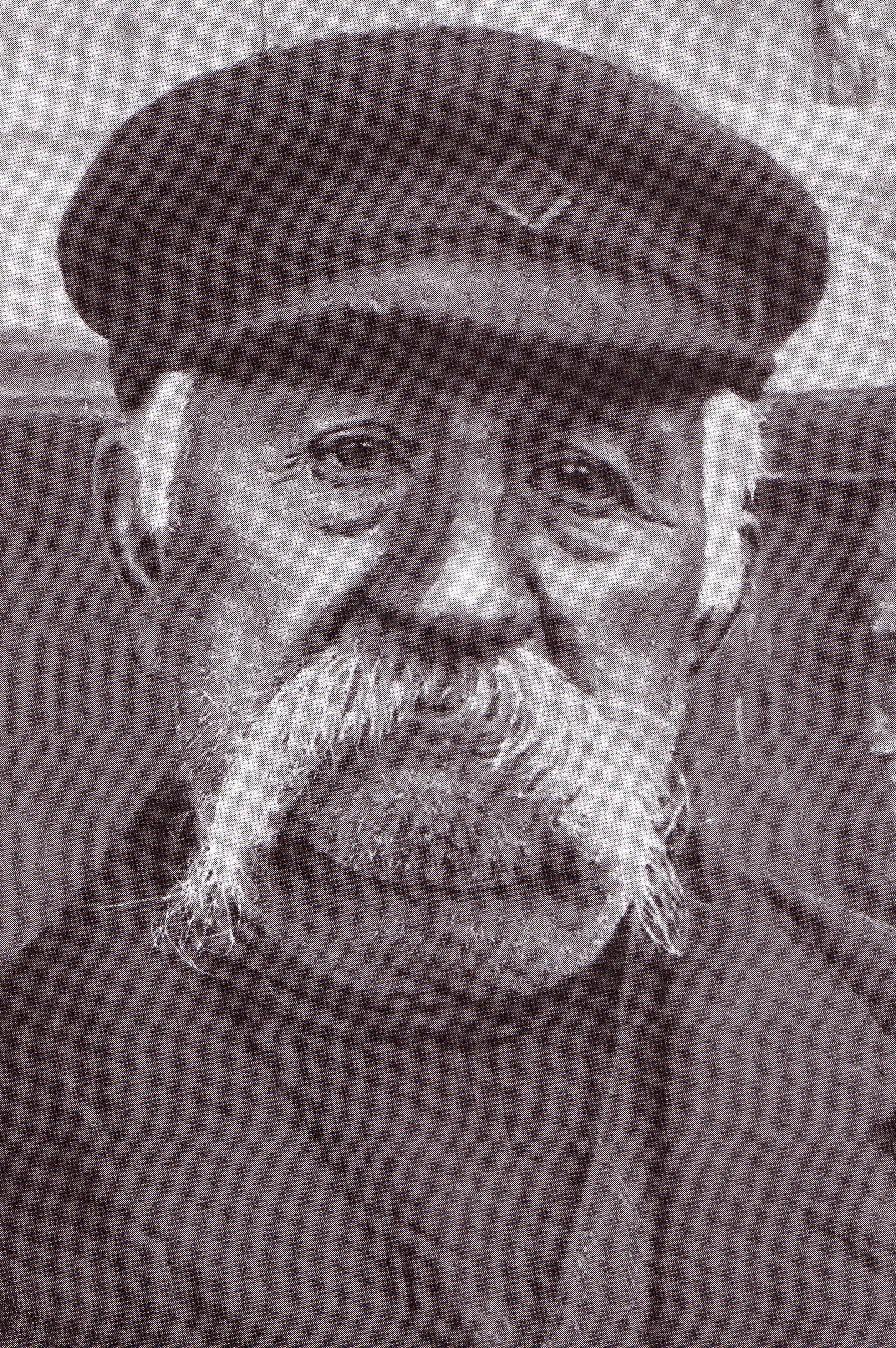
Masurischer Fischer

Als ursprünglich freies, von den Polen unabhängiges Volk siedelten die Masowier auf dem rechten Weichselufer südlich der preußischen Grenzen, bis über Warschau hinaus. Um das Jahr 1000 fasste Fürst Bolesław Chrobry die westslawischen Völker vorübergehend zusammen. 1207 wurde Masowien wieder unabhängig. Wenig später begann mit der Eroberungs- und Siedlungstätigkeit des Deutschen Ordens die wechselvolle Geschichte des Herzogtums Masowien. Nachdem 1273 der letzte große Aufstand der Prußen niedergeschlagen worden war, wurde das Land planmäßig besiedelt. Aus Burgen und Lischken wurden Städte. Bei der Landverteilung wurden deutsche Bauern mit den wichtigsten Einzelbesiedlungen betraut. Bis 1526 konnte Masowien unter Oberhoheit Polens seine staatliche Selbständigkeit bewahren. Von Polen einverleibt, erwies es kolonisatorischen Einfluss nicht nur auf das südliche Ostpreußen, sondern auch auf polnische Gebiete.
Ganz anders lagen die Verhältnisse im südöstlichen Grenzraum. In der Großen Wildnis lebten nur Fischer, Jäger, Beutner und Holzfäller. Die deutsche Einwanderung in diesen Teil des Ordensstaates reichte bald nicht mehr für eine Besiedlung. Nach der verlorenen Schlacht bei Tannenberg (1410) besichtigte eine Ordenskommission 1424 das Grenzgebiet in Hinblick auf mögliche Dorfanlagen. Bereits dort lebende Masowier bewarben sich um die Ansiedlung. Bei der immer bedrohten Grenze und dem Siedlermangel beschloss die Ordensführung, sie als dienst- und zinspflichtige Siedler aufzunehmen. 1428 stellte der Komtur von Balga die Urkunden für die drei ersten Güter aus: Kissaken, Sokollen und Kowalewen. Zu den ersten Zinsdörfern gehörten Belzonzen und Gehlenburg. Ab 1428 zog ein Einwandererstrom von Masowiern in das Gebiet des späteren Kreises Johannisburg. Der Dreizehnjährige Krieg unterbrach das Siedlungswerk. Johannisburg hatte zwar schon im Mai 1451 von Hochmeister Ludwig von Erlichshausen die Handfeste erhalten, die Stadtgründung wurde aber erst 1645 verwirklicht.
Nach dem Zweiten Frieden von Thorn behielt der Orden freie Hand in der Großen Wildnis. Er verstärkte die dortige Siedlung, um aus vermehrten Einkünften seine Schulden bezahlen zu können. Die Güter waren kleiner als in der ersten Siedlungsphase. So erreichte die masowische Einwanderung gerade in jener Zeit eine langsame Stetigkeit.
Als Masowien 1526 dem Königreich Polen einverleibt wurde, begann der Kampf der katholischen Kirche gegen die Reformation. Unter seinem Druck emigrierte ein Teil des masowischen Kleinadels in das südliche Ostpreußen. Mit diesen Glaubensflüchtlingen begann die dritte Phase der masowischen Einwanderung. Unter Herzog Albrecht wurden noch Güter und Dörfer gegründet; unter seinen Nachfolgern kam die Siedlung zum Erliegen. So waren die meisten Masowier Lutheraner. Eine Ausnahme bildete das Gebiet um Allenstein, das zum Fürstbistum Ermland gehörte und katholisch blieb.
Nach der Tannenberg-Schlacht war die Siedlungslage im westlichen Masuren ganz anders als im östlichen. Es ging nicht um eine Neukolonisation (der Wildnis), sondern um eine Schließung der Lücken im Dörferbestand. Fremde brauchten zunächst nicht ins Land geholt zu werden; nach dem Dreizehnjährigen Krieg war dieses aber verwüstet und entvölkert. Zugleich war ein großer Teil der alten Ordensdörfer in Händen neuer Adelsgeschlechter. Die Menschenleere und die abgestürzten Bodenpreise lockten auch ohne staatliches Zutun Zuwanderer aus dem intakt gebliebenen Masowien. Das nördlich anschließende Ermland war nach dem Zweiten Thorner Frieden zwar aus dem Verbund des Ordensstaates gelöst worden, siedlungsmäßig entwickelte er sich aber parallel. Vor 1466 gab es nur wenige Spuren polnischer Zuwanderung. Erst gegen Ende des 15. Jahrhunderts wurde eine planmäßige Wiederbesetzung des Landes eingeleitet. Den Höhepunkt erreichte die masowische Einwanderung in den vier Jahren nach dem Reiterkrieg.

## Preußen
Im 17. Jahrhundert bahnte sich ein Umschwung zugunsten des Deutschtums an. Im Vertrag von Wehlau erlangte der Große Kurfürst die volle Souveränität über Preußen. Die polnische Lehnshoheit war beendet. Indem sich die politischen Machtverhältnisse im Osten verschoben, trat das deutsche Element wieder stärker zutage. Friedrich Wilhelm I. gründete Bialla (1722) und Arys (1726).

### 19. Jahrhundert
Durch die Industrialisierung in der zweiten Hälfte des 19. Jahrhunderts, besonders nach der Reichsgründung, boten sich der armen Landbevölkerung Masurens verlockende Perspektiven im Westen des Reiches. Viele Masuren wanderten daher nach Berlin, nach Westfalen und in das Rheinland ab, so dass die Bevölkerungszunahme trotz des erheblichen Geburtenüberschusses unter dem Reichsdurchschnitt lag. Im Ruhrgebiet als Ruhrpolen bezeichnet, lebten sie besonders in Gelsenkirchen in Kolonien mit einem bunten Vereinsleben. Als Gebetsvereine bestehen die Gromadki zum Teil noch heute. Das Masurenlied wird von den Alten noch gesungen. Die Eltern der verstorbenen FC-Schalke-04-Spieler Ernst Kuzorra und Fritz Szepan stammen aus Masuren. Dem König von Preußen von jeher treu ergeben, galten die Masuren immer als konservativ. In den masurischen Wahlkreisen der Regierungsbezirke Allenstein und Gumbinnen erzielte die Deutschkonservative Partei bei den preußischen Landtagswahlen mehr als 80 Prozent der Stimmen.

### 20. Jahrhundert

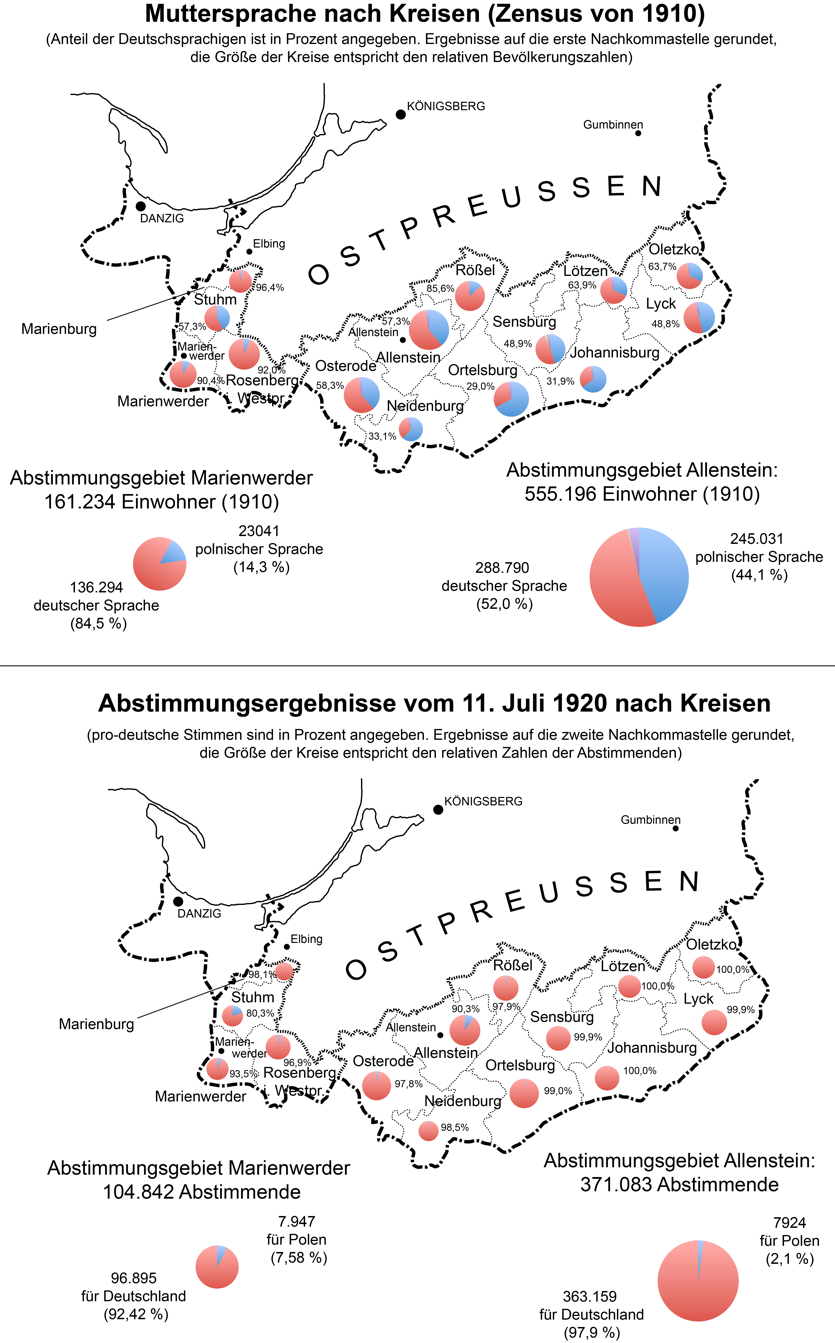
Sprachverhältnisse nach der preußischen Statistik 1910 und Ergebnisse der Volksabstimmungen 1920

Nach dem Ersten Weltkrieg sollten die Masuren 1920 unter Aufsicht der Entente-Mächte darüber abstimmen, ob sie zu Ostpreußen (ausdrücklich nicht „Deutschland“) oder Polen gehören wollten. Wie von der polnischen Delegation auf der Pariser Friedenskonferenz 1919 vorgeschlagen, sollten auch die etwa 100.000 nach Westen gewanderten Masuren einbezogen werden. Die „nationale“ Stimmung war bei den Masuren aber ganz anders als bei den Ruhrpolen aus der Provinz Posen: Im Abstimmungsgebiet Allenstein stimmten 97,89 Prozent der 371.189 Wähler für einen Verbleib Masurens bei Ostpreußen, im eigentlichen Masuren waren es 99,32 Prozent.
In der Weimarer Republik erzielten konservative und monarchistische Parteien wie die Deutschnationale Volkspartei sowie in der Endphase auch die Nationalsozialisten überproportional hohe Stimmenanteile in Masuren. Unter nationalsozialistischer Herrschaft wurden viele Ortsnamen masurischer, litauischer und prußischer Herkunft durch oft konstruierte deutsche Namen ohne historischen Hintergrund ersetzt. Es wurden auch masurische Familiennamen eingedeutscht und der öffentliche Gebrauch der masurischen Sprache verboten. Damit sollte die Erinnerung an das slawische Erbe getilgt werden.
Während der Schlacht um Ostpreußen flüchteten viele Masuren wie die meisten deutschsprachigen Ostpreußen nach Westen.

## Volksrepublik Polen
Ungefähr 65.000 Masuren und Ermländer blieben auch nach Kriegsende, der Potsdamer Konferenz und der Angliederung Masurens an die Volksrepublik Polen zurück, weil sie als nach offizieller Lesart polnischstämmige „Autochthone“ nicht wie die übrige Bevölkerung mit deutscher Staatsangehörigkeit in den Westen vertrieben wurden. Da aber die stalinistische Führung in Warschau an der Loyalität der Masuren zweifelte, wurde Anfang der 1950er Jahre erwogen, sie in die Bergregion der Bieszczady im Südosten des Landes zwangsumzusiedeln. Doch letztlich wurden diese Pläne nicht realisiert.
Von den verbliebenen Masuren kamen vor allem ab 1956 viele als Spätaussiedler in die Bundesrepublik Deutschland, nach Abschluss der Ostverträge bis 1989 noch einmal 55.227 Masuren und Ermländer.

## Masurische Schriftsteller
- Erwin Kruk
- Siegfried Lenz
- Fritz Skowronnek
- Richard Skowronnek
- Arno Surminski